# سباق طواف فرنسا 1955
سباق طواف فرنسا 1955 من سلسلة سباقات سباق طواف فرنسا. أقيم هذا السباق في تاريخ 7-30 يوليو 1955 على 22 مراحل. بعد مرور 130 ساعة و29 دقيقة و26 ثانية وبعد طي 4495 كم بمتوسط 34.446 كم في الساعة فاز بالميدالية الذهبية لوسيان بوبيت من فرنسا، فيما حصد جين برانكارت من بلجيكا الميدالية الفضية، وكانت الميدالية البرونزية من نصيب تشارلي غاول من لوكسمبورغ.

## الميداليات
| ذهب                  | فضة                   | برونز                   |
| لوسيان بوبيت - فرنسا | جين برانكارت - بلجيكا | تشارلي غاول - لوكسمبورغ |